# 岡健二
岡 健二（おか けんじ、1982年11月26日 - ）は、元ラグビーユニオン選手。

## プロフィール
- 東京都出身。
- ポジションはスクラムハーフ(SH)。
- 身長 165cm、体重 70kg
- ニックネームはオカケン。
- 関西代表に選ばれたことがある[1]

## 略歴
小学2年生からラグビーを始めた
2001年、國學院久我山高校卒業後、慶應義塾大学に入学する。
2004年、慶應義塾體育會蹴球部の副将に就任した。
2005年、慶應義塾大学卒業後、ヤマハ発動機ジュビロに加入。同年10月23日に行われたジャパンラグビートップリーグ第6節のサントリーサンゴリアス戦に途中出場で公式戦初出場を果たす。
2010年、NTTコミュニケーションズシャイニングアークスに加入。
2015年、セコムラガッツに加入。